# Rosholt (Dakota del Sur)
Rosholt es un pueblo ubicado en el condado de Roberts en el estado estadounidense de Dakota del Sur. En el Censo de 2010 tenía una población de 423 habitantes y una densidad poblacional de 553,63 personas por km².

## Geografía
Rosholt se encuentra ubicado en las coordenadas 45°51′58″N 96°43′54″O / 45.86611, -96.73167. Según la Oficina del Censo de los Estados Unidos, Rosholt tiene una superficie total de 0.76 km², de la cual 0.76 km² corresponden a tierra firme y (0%) 0 km² es agua.

## Demografía
Según el censo de 2010, había 423 personas residiendo en Rosholt. La densidad de población era de 553,63 hab./km². De los 423 habitantes, Rosholt estaba compuesto por el 92.67% blancos, el 0% eran afroamericanos, el 3.31% eran amerindios, el 0% eran asiáticos, el 0% eran isleños del Pacífico, el 0% eran de otras razas y el 4.02% pertenecían a dos o más razas. Del total de la población el 0.24% eran hispanos o latinos de cualquier raza.